# Đài Sơn (phường)
Đài Sơn là một phường thuộc thành phố Phan Rang – Tháp Chàm, tỉnh Ninh Thuận, Việt Nam.

## Địa lý
Phường Đài Sơn nằm ở phía bắc thành phố Phan Rang – Tháp Chàm, có vị trí địa lý:
- Phía đông giáp phường Văn Hải
- Phía tây giáp phường Phước Mỹ và xã Thành Hải
- Phía nam giáp các phường Thanh Sơn và Phủ Hà
- Phía bắc giáp xã Thành Hải.

Phường có diện tích 1,45 km², dân số năm 2019 là 8.658 người, mật độ dân số đạt 5.971 người/km².

## Lịch sử
Dưới thời Việt Nam Cộng hòa, Đài Sơn là một thôn thuộc xã Khánh Hải, quận Thanh Hải, tỉnh Ninh Thuận.
Sau năm 1975, chính quyền sáp nhập thôn Đài Sơn với thôn Thanh Phong (thuộc xã Phan Rang) để thành lập phường Thanh Sơn thuộc thị xã Phan Rang.
Ngày 27 tháng 4 năm 1977, Hội đồng Chính phủ ban hành Quyết định 124-CP. Theo đó:
- Giải thể thị xã Phan Rang
- Sáp nhập 6 phường: Mỹ Hương, Tấn Tài, Kinh Dinh, Thanh Sơn, Phủ Hà, Đạo Long vào huyện Ninh Hải để thành lập thị trấn Phan Rang, thị trấn huyện lỵ huyện Ninh Hải.

Lúc này, Đài Sơn là một thôn thuộc thị trấn Phan Rang.
Ngày 13 tháng 3 năm 1979, Hội đồng Chính phủ ban hành Quyết định 104-CP. Theo đó, tách các thôn Lương Cách, Tân Hội của xã Hộ Hải; các thôn Công Thành, Thành Ý của xã Xuân Hải và thôn Đài Sơn của thị trấn Phan Rang để thành lập xã Thành Hải.
Ngày 1 tháng 9 năm 1981, Hội đồng Bộ trưởng ban hành Quyết định số 45-HĐBT. Theo đó, chuyển xã Thành Hải về thị xã Phan Rang – Tháp Chàm mới thành lập, đồng thời tái lập phường Thanh Sơn.
Ngày 25 tháng 12 năm 2001, Chính phủ ban hành Nghị định 99/2001/NĐ-CP. Theo đó, thành lập phường Đài Sơn trên cơ sở 112,97 ha diện tích tự nhiên, 5.623 người của xã Thành Hải và 13,3 ha diện tích tự nhiên, 1.352 người của phường Thanh Sơn.
Sau khi thành lập, phường Đài Sơn có 126,27 ha diện tích tự nhiên và 6.975 người.